# Basilio Cuéllar
Basilio Cuéllar (Santa Cruz de la Sierra, Real Audiencia de Charcas; 14 de junio de 1802 - Sucre, Bolivia; 21 de octubre de 1882) fue un abogado, ex ministro y político boliviano.

## Biografía
Basilio Cuéllar nació el 14 de junio de 1802 en la ciudad de Santa Cruz de la Sierra. Realizó sus estudios secundarios en el Colegio Nacional Florida, Fue descendiente de una distinguida familia de abogados siendo su padre Miguel de Cuéllar quien fue varias veces alcalde de Santa Cruz. Salió bachiller del Colegio Nacional Florida de Santa  Cruz de la sierra. 
Durante su vida laboral, Cuéllar ocupó cargos importantes como ser el de conjuez fiscal, siendo asesor en el tribunal de justicia de la ciudad La Paz el año 1846. Un año después (1847) fue ministro del interior del cuarto gobierno del presidente José Miguel de Velasco, llegando a ocupar el cargo ministerial hasta el año 1850.
En 1855, el presidente de Bolivia Jorge Córdova lo nombró como su ministro del Interior, puesto que ocupó hasta la caída del presidente Córdova mediante una revuelta militar liderada por José María Linares en septiembre de 1857.
Pasado 3 años después, en 1860, ocupó, en calidad de miembro del poder judicial. Pero esto fue hasta 1870, año en donde las revueltas militares y civiles estaban en contra del presidente de ese entonces Mariano Melgarejo Valencia.
A partir de 1873, Cuéllar, ocupa el cargo de presidente de la Corte Suprema de Justicia de Bolivia.  Después de 9 años, de haberse retirado a la vida privada, Basilio Cuéllar falleció en la ciudad de Sucre el 21 de octubre de 1882 a los 80 años de edad.